# Arasz Miresma’ili
Arasz Miresma’ili (pers. ‌آرش میراسماعیلی; ur. 3 marca 1981) – irański judoka. Dwukrotny olimpijczyk. Zajął piąte miejsce w Sydney 2000 i dziewiąte w Pekinie 2008. Walczył w wadze półlekkiej. 
Mistrz świata w 2001 i 2003, trzeci w 2005 i 2007; uczestnik zawodów w 1999. Startował w Pucharze Świata w 1998, 2000, 2001, 2010 i 2011. Srebrny medalista igrzysk azjatyckich w 2006 i brązowy w 1998, siódmy w 2002 i 2010. Zdobył pięć medali na mistrzostwach Azji w latach 1999 - 2008.
Chorąży reprezentacji na igrzyskach w 2004 roku. Został zdyskwalifikowany przed walką z Ehudem Vaksem z Izraela z powodu przekroczenia wagi 66 kg.

## Letnie Igrzyska Olimpijskie 2000
| Konkurencja | Eliminacje            | Repasaże                | Repasaże               | Repasaże                  | Finały                      | Klas. końcowa |
| Konkurencja | Przeciwnik I          | Przeciwnik I            | Przeciwnik II          | Przeciwnik III            | o 3. miejsce                | Miejsce       |
| ----------- | --------------------- | ----------------------- | ---------------------- | ------------------------- | --------------------------- | ------------- |
| 66 kg       | Hüseyin Özkan (TUR) P | Georgi Georgiew (BGR) Z | Zhang Guangjun (CHN) Z | Yukimasa Nakamura (JPN) Z | Girolamo Giovinazzo (ITA) P | 5.            |

## Letnie Igrzyska Olimpijskie 2008
| Konkurencja | Eliminacje             | Eliminacje               | Repasaże             | Repasaże                | Klas. końcowa |
| Konkurencja | Przeciwnik I           | Przeciwnik II            | Przeciwnik I         | Przeciwnik II           | Miejsce       |
| ----------- | ---------------------- | ------------------------ | -------------------- | ----------------------- | ------------- |
| 66 kg       | Tomasz Adamiec (POL) Z | Masato Uchishiba (JPN) P | Juan Jacinto (DOM) Z | Mirali Sharipov (UZB) P | 9.            |